# Třída Acre
Třída Acre byla třída torpédoborců brazilského námořnictva. Konstrukčně vycházela z britských torpédoborců třídy G a H. Celkem bylo postaveno šest jednotek této třídy. Ve službě byly v letech 1949–1974. Všechny byly vyřazeny.

## Pozadí vzniku
Brazilské námořnictvo objednalo u britských loděnic stavbu šesti torpédoborců třídy Jurua, které byly verzí britské třídy G a H. Po vypuknutí války byly torpédoborce zrekvírovány a zařazeny do britského námořnictva jako třída Havant. Brazílie následně rozhodla o stavbě šesti obdobných plavidel v domácích loděnicích. Konstrukce byla ovlivněna také soudobými americkými torpdoborci (třída Acre například měla jen jeden komín). Celou třídu Acre postavila brazilská loděnice Arsenal de Marinha v Rio de Janeiru. Kýly všech plavidel byly založeny roku 1940, stavba se však kvůli řadě obtíží velmi protáhla a poslední torpédoborec této třídy byl do služby přijat v prosinci 1951.
Jednotky třídy Acre:
| Amazonas (D12, ex A1)  | 1940 | 1943 | 10. listopadu 1949 | Vyřazen 1973. |
| Araguari (D15, ex A2)  | 1940 | 1946 | 23. června 1951    | Vyřazen 1974. |
| Ajuricaba (D11, ex A3) | 1940 | 1945 | prosinec 1951      | Vyřazen 1964. |
| Acre (D10, ex A4)      | 1940 | 1945 | 10. prosince 1951  | Vyřazen 1964. |
| Araguaya (D14, ex A5)  | 1940 | 1943 | 3. září 1949       | Vyřazen 1974. |
| Apa (D13, ex A6)       | 1940 | 1945 | prosinec 1951      | Vyřazen 1964. |

## Konstrukce

### První skupina (Acre,Ajuricaba)

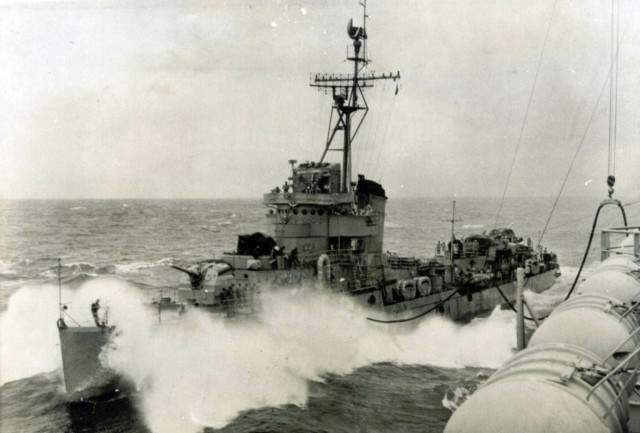
Acre (D-10)

Výzbroj, radary a systém řízení palby pocházely z USA. Výzbroj Acre tvořily čtyři 127mm kanóny v jednohlavňových postaveních, šest 20mm kanónů (Ajuricaba nesla dva 40mm kanóny a čtyři 20mm kanóny), dva trojhlavňové 533mm torpédomety, dále dvě skluzavky a dva vrhače hlubinných pum. Pohonný systém tvořily tři kotle Babcock & Wilcox a dvě sady turbín General Electric o výkonu 34 600 hp, pohánějící dva lodní šrouby. Nejvyšší rychlost dosahovala 33,5 uzlu. Dosah byl 6000 námořních mil při rychlosti 15 uzlů.

### Druhá skupina (Amazonas,Araguari,AraguayaaApa)

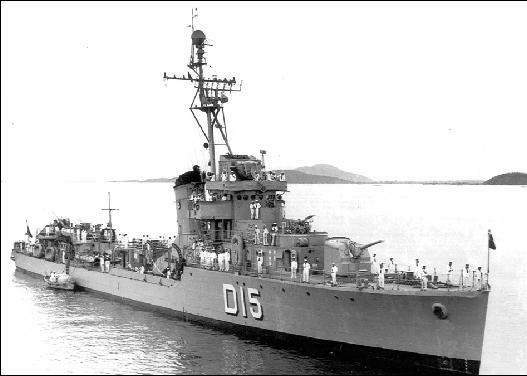
Araguari (D-15)

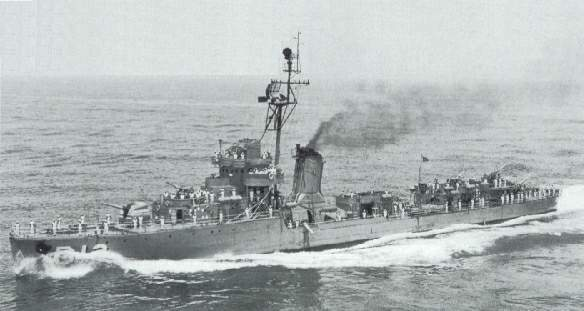
Amazonas (D12)

Plavidla druhé skupiny se lišila instalací čtyřhlavňových torpédometů a výkonnějším pohonným systémem. Ten tvořily tři kotle Babcock & Wilcox a dvě sady turbín Westinghouse o výkonu 45 000 hp, pohánějící dva lodní šrouby. Nejvyšší rychlost dosahovala 36 uzlů. Dosah byl 6000 námořních mil při rychlosti 15 uzlů.

## Modernizace
Během služby byly vybaveny radary SPS-6 a SPS-10. Posílena byla protiletadlová a protiponorková výzbroj. Torpédoborce tak nesly tři 127mm kanóny, čtyři 40mm kanóny, čtyři 20mm kanóny, 533mm torpédomety, dále osm vrhačů a dvě skluzavky hlubinných pum.